# کوهی شین
کوهی شین (انگلیسی: Kohei Shin؛ زادهٔ ۴ ژوئن ۱۹۹۵) بازیکن فوتبال اهل ژاپن است.